# Sascha Groschang
Sascha Groschang ist eine US-amerikanische Cellistin und Musikpädagogin.

## Leben
Groschang entstammt einer Musikerfamilie und begann dreijährig Klavier zu spielen, bevor sie im Alter von neun Jahren zum Cello wechselte. Sie studierte dann Cello an der University of Missouri–Kansas City und am Mannes College of Music, Kammermusik an der Juilliard School.und nahm an Folk Alliance International Workshops teil. Sie war Cellolehrerin an der Musikfakultät der Missouri Western State University, deren Klaviertrio sie angehörte, und unterrichtete an der University of Ottawa und den Metropolitan Community Colleges in Kansas City.
Sie trat als Mitglied des Malaysian International Festival Orchestra in Kuala Lumpur auf, tourte zweimal mit dem Mantovani Pops Orchestra durch China und war 2011 Artist in Residence beim Thailand International Composition Festival in Chaing Mai. Als Mitglied des newEar Contemporary Chamber Ensemble spielt sie Werke zeitgenössischer Komponisten, außerdem ist sie Erste Cellistin der Saint Joseph Symphony. Auf dem Gebiet der Kammermusik arbeitete sie mit Musikern und Ensembles wie dem  Orion String Quartet, dem Mendelssohn String Quartet, dem Mannes Trio, dem Philadelphia Quartet, Margo Garrett, Jacob Lateiner, Donald McGinnis, Leon Fleisher, Yo-Yo Ma und Itzhak Perlman. 
Neben klassischer Musik spielt Groschang auch Folkmusik, Jazz und Improvisationsmusik, Rock und alternative Musik. Sie hatte Auftritte mit Peter Gabriel, Josh Groban, Sarah McGlaughlin, dem Trans-Siberian Orchestra, Michael Bublé, Idina Menzel, Amy Grant, Michael W. Smith, Aufnahmesessions mit Ashanti und Joanna Newsom und wirkte an der Off-Broadway-Show Matthew Passion. Als Mitglied des Duos the Wires (mit der Geigerin Laurel Morgan Parks) experimentierte sie mit unkonventionellen Kompositionen und Spieltechniken.